# Vpliv čustvene inteligentnosti na uspešnost na delovnem mestu
Čustvena inteligentnost ima velik vpliv na uspešnost na delovnem mestu. Raziskave so pokazale, da ima visoka stopnja čustvene inteligence pri posamezniku pozitiven vpliv na posameznikovo funkcioniranje na delovnem mestu, torej na njegovo učinkovitost in uspešnost. Pomemben je nadzor nad izražanjem in doživljanjem čustev, kar je bistvo čustvene inteligence. Posamezniki z visoko stopnjo čustvene inteligence se lažje spoprijemajo s stresom, katerega so deležni na delovnem mestu, bolj uspešni so pri reševanju konfliktov, pri dajanju negativne povratne informacije, pri izvajanju telefonskih pogovorov in podobno. Posebej pa je emocionalna inteligentnost pomembna pri posameznikih na položaju vodje, saj je potrebno za uspešnega vodjo, da prepozna in vzbuja emocionalna stanja podrejenih in ta stanja tudi obvladuje, saj to vpliva na pozitivno emocionalno klimo.

## Čustva
V slovarju slovenskega knjižnega jezika je čustvo opredeljeno kot duševni proces ali stanje, ki je posledica odnosa med človekom in okoljem. Izraz čustvo izpostavlja usmerjenost čustev k zunanjim objektom in njihovo povezanost z zunanjim svetom .
Vsako čustvo ima svojo funkcijo pri čemer je pomembno kako se izrazi. Tako prijetno kot neprijetno čustvo se lahko izrazi patološko in ravno zato je pomemben nadzor nad izražanjem in doživljanjem čustev – čustvena inteligentnost  

## Čustvena inteligentnost
Čustvena inteligentnost je zelo pomembna za uspešnost na delovnem mestu. Osebe z visoko stopnjo čustvene inteligence se učinkoviteje pogajajo, rešujejo nesporazume ter motivirajo. Vlaganje v učenje čustvene inteligentnosti je zelo pomembno, saj lahko s tem podjetja postanejo učinkovitejša in uspešnejša.

## Napovedovanje uspešnosti na delovnem mestu
IQ pove premalo, da bi lahko razložili različne usode ljudi s približno enakimi priložnostmi, šolanji in obeti. Analize v podjetjih, ki so bile narejene v zadnjih desetletjih, so oblikovale skoraj 500 modelov sposobnosti. Cilj teh analiz je bila ugotovitev, katere so tiste sposobnosti v obravnavanih organizacijah, ki vplivajo na napredek in uspešnost v karieri zaposlenih. Sposobnosti so razvrstili v tri skupine:
a)	Strokovno znanje
b)	kognitivne sposobnosti
c)	Lastnosti, ki zrcalijo čustveno inteligenco

## Vpliv čustvene inteligentnosti na delovno mesto
Pri reševanju konfliktov in neprijetnih situacij, pri kritiziranju drugih in pri sodelovanju s težavno stranko ima čustvena inteligentnost velik pomen. Najpogostejši kazatelji pomanjkanja čustev na delovnem mestu so prestrašeni delavci, nizka morala, arogantni šefi, nemotivirani delavci in še bi lahko naštevali.
Izkazovanje čustev je dolgo časa veljalo za neprofesionalno. Poslovni ideal je bil definiran kot posameznik, ki ima izjemno razvit razum in je popolnoma brez čustev. V današnjem času pa so se pravila o delu začela spreminjati. Vse bolj v ospredje je prihajalo zanimanje za čustva zaposlenih oseb v podjetju.

### Zakaj je razvijanje čustvene inteligentnosti na delovnem mestu še posebej pomembno?
C. Chreniss  navaja štiri razloge zakaj je razvijanje čustvene inteligentnosti na delovnem mestu najbolj pomembno:
1. Kompetence, ki so povezane s čustveno inteligenco so ključne za uspeh pri večini poklicev, saj so lastnosti, ki so odločilne za uspeh, lastnosti kot so samozavest, empatija, fleksibilnost in dobri odnosi z drugimi.
2. Pomembnost čustvene inteligence se razkazuje v njenem delovanju, saj deluje kot nadomestilo ali kompenzacija za ostale potrebne sposobnosti in lastnosti. Raziskave kažejo, da številni odrasli, ki vstopajo na trg delovne sile brez potrebne formalne izobrazbe in svoje pomanjkljivosti lažje nadomestijo, če imajo visoko razvito čustveno inteligenco.
3. Razvoju čustvene inteligence se namenja vedno več sredstev in pozornosti in s tem vedno več izobraževalnih programov na delovnem mestu v namen razvoja čustvene inteligence.. Ameriške organizacije  vlagajo v razvoj in izobraževanje kadrov ogromne količine sredstev za treninge, katerih večina je usmerjena prav v razvijanje čustvene inteligence zaposlenih, kar priča o pomembnosti čustvene inteligence na delovnem mestu.
4. Delo vse bolj postaja prostor, kjer zaposleni preživi večino svojega časa. To pa povečuje pomembnost spoštljivim odnosom med zaposlenimi (sodelavci), ki dajejo občutek osebi, da je zaželena, sprejeta in potrebna.

### Vpliv čustvene inteligentnosti na učinkovitost in uspešnost delovne organizacije
Racionalnost in emocionalnost nista medsebojno izključujoči kvaliteti delovanja, saj organizacijske strukture in delovna okolja združujejo recipročno delujoče racionalne in emocionalne elemente. 
Če nas zanima, kako čustvena inteligentnost vpliva na delovno uspešnost, se moramo najprej vprašati, kako se ljudje spoprijemajo z različnimi informacijami in tehnološko prihodnostjo in kako nanje reagirajo. D. Goleman  je mnenja, da čustvena inteligenca pripomore tako k boljši delovni uspešnosti, kot tudi k boljšemu telesnemu počutju in čustveni stabilnosti. Goleman  je mnenja, da je čustvena inteligenca ena najpomembnejših lastnosti na delovnem mestu.
Raziskovanje in proučevanje čustvene inteligence v družbenih organizacijah je zelo kompleksno, kot kažejo raziskave. Na karierni poti čustvena inteligenca upada pri prehajanju na višje nivoje organizacijske hierarhije. To je potrdila raziskava narejena na 59 posameznikih na visokih položajih v neki mednarodni proizvodnji in storitveni organizaciji 
Narejena je bila raziskava na dveh skupinah menedžerjev (od tega 13 predstavnik iz javne organizacije in 13 predstavnikov privatne organizacije), skupaj s 108 podrejenimi je pokazala pozitivno korelacijo med predanostjo podrejenih organizaciji in čustveno inteligentnostjo nadzornikov. Tudi odnosi s strankami so ugodnejši ob prisotnosti čustvene inteligentnosti. Del interpersonalnih odnosov vključuje tudi motiviranje drugih.
Čustvena inteligentnost vpliva na organizacijsko učinkovitost na številnih področjih kot so:
d)	Rektrutiranje in zadržanje zaposlenih
e)	Razvoj talenta
f)	timsko delo 
g)	Predanost, morala in zdravje zaposlenih
h)	Inovacije
i)	Produktivnost
j)	Učinkovitost
k)	Prodaja
l)	dohodki 
m)	Kvaliteta storitev
n)	Lojalnost strank
o)	…

### Stres na delovnem mestu
Študije so pokazale negativne korelacije med doživljanjem stresa na delovnem mestu  in visoko stopnjo čustvene inteligentnosti, kar torej nakazuje na to, da posamezniki z visoko stopnjo čustvene inteligentnosti na delovnem mestu doživljajo majhno stopnjo stresa.
Delovno okolje je za nekatere bolj za druge manj stresno. Višji kot je položaj, večja je tudi verjetnost, da bo okolje hektično, razgibano, spremenljivo in stresno. Sposobnost prepoznavanj možnih vzrokov za spore, odgovornost za vlogo, ki jo ima posameznik , diplomatsko in taktično reševanje sporov, so bistvene kakovosti, ki zagotavljajo uspeh na delovnem mestu, kjer smo ljudje soodvisni drug od drugega. Tako spretnost uravnavanja vzgibov in obvladovanje konfliktov pa sta temelj samonadzora, ki pa sestavlja čustveno inteligenco. Tisti, ki imajo razvito višjo stopnjo čustvene inteligence, so bolj nagnjeni h kompromisom in sodelovanju, za razliko od tistih z nižjo ravnjo čustvene inteligence, kateri so nagnjeni k sili in izogibanju. Sposobnost samonadzora je razvidna po ohranitvi mirne krvi v stresnem stanju ali obvladovanju sovražno razpoložene osebe brez vračanja udarcev  
Vsak storitveni delavec, ki ima neposreden stik s strankami, se zaveda pritiska, in le-tega dnevno doživlja ob opravljanju svojega dela, torej ob streženju in ugajanju številnim raznolikim žejam potrošnikov. Napor je lahko velik, tako da se pogosto zgodi, da zaposleni jemljejo stvari na osebni ravni, kar povzroča razočaranje in stres. Čustveno inteligenten posameznik se v takih trenutkih zaveda napetosti in zna kontrolirati njihove učinke, proaktivno obvladuje raven stresa in pozna način, kako sprostiti napetost na zdrav način.

### Pomen čustvene inteligentnosti na delovnem mestu
Pomen čustvene inteligentnosti je odvisen od vrste dela. Pri programerju je tehnična usposobljenost bolj pomemben dejavnik uspešnosti na delovnem mestu, medtem, ko je pri socialnem delavcu bolj kritičen faktor ravno čustvena inteligenca, saj bi bil socialni delavec pri svojem delu najverjetneje neuspešen, če bi imel nizko razvito čustveno inteligenco. Kljub razlikam, ki obstajajo med različnimi vrstami dela, pa ima čustvena inteligenca nek splošen vpliv na organizacijsko učinkovitost in uspešnost pri delu.
Najbolj učinkoviti in uspešni terapevti in svetovalci se na provokacije in sovražno nastrojenost svojega pacienta odzovejo hladno, kar pomeni, da imajo najbolj uspešni svetovalci in terapevti tudi visoko razvito čustveno inteligenco. Čustveno inteligenten storitveni delavec je tisti, ki se zaveda širine in globine lastnih občutij in občutij drugih, zazna signale, ki jih drugo oddajajo s svojim vedenjem. Zaveda se, kakšen vpliv ima na druge in kakšen vpliv imajo drugi nanj. To znanje je sposoben uporabiti pri načinu obvladovanja drugih in pri spreminjanju vpliva sodelavcev, ki ga imajo na stranko, v kolikor je ta vpliv negativen.
Sposobnost empatije, zavedanja čustev, potreb in stisk drugih je pomembno tudi v telefonskih pogovorih s strankami, še posebej z zahtevnejšimi. Visoko čustveno inteligenten posameznik bo ustvaril poseben odnos s stranko tako, da bo govoril njen jezik. To bo dosegel z zanimanjem in vživljanjem v strankina občutja. Na ta način se formira boljši odnos, ki bodi do učinkovitejših rezultatov in do večjih uspehov na delovnem mestu. Higgs je predpostavljal, da imajo uspešni agenti v klicnem centru višjo raven intrapersonalne občutljivosti in emocionalne prožnosti kot drugi in da imajo bolj uspešni v primerjavi z manj uspešnimi višjo stopnjo motivacije in so bolj vestni in da imajo bolj uspešni razvite višje stopnje čustvene inteligence  
Kernbach in Schutte sta v svoji raziskavi predpostavljali, da višja čustvena inteligenca pri storitvenem delavcu vodi do večjega zadovoljstva strank, omogoča lažje obvladovanje težjih situacij, do katerih prihaja med izvajanjem storitev, visoko čustvena inteligentnost storitvenega delavca ima večji vpliv na stranke z višjo stopnjo čustvene inteligentnosti, v primerjavi s tistimi z nižjo stopnjo, kar sta v svoji raziskavi tudi potrdili.
Čustvena inteligenca je postala vedno bolj popularna kot mera za identificiranje potencialno učinkovitih in uspešnih vodij in kot orodje za razvijanje vodstvenih sposobnosti.
Na vodenje vpliva inteligentnost, vendar pa zelo visoko inteligentni ljudje praviloma niso dobri vodje, saj so obrnjeni v dialog s samim seboj in so veliko bolj zaprti vase, kot pa odprti k drugim ljudem, prav tako se zelo podpovprečna inteligentnost praviloma ne povezuje z uspešnim vodenjem. Večinoma so uspešnejši vodje tisti, ki lahko izvajajo več opravil hkrati.

#### Čustvena inteligentnost in vodenje
Ryback definira čustveno inteligentnost kot sposobnost uporabe zavesti in čustvenosti za prepoznavanje občutkov. Čustvena inteligenca odraža predvsem v lastnostih, ki jih potrebuje dober vodja:
- Odkrivanje najboljšega v drugih ljudeh
- Dojemljivost za probleme drugih
- Vzbujanje občutka pripadnosti pri zaposlenih
- Iskreno delovanje po svojih občutkih
- Biti zgled učinkovitega podjetja
- Znati uspešno reševati konfliktne situacije [10]

V svojem bistvu je vodenje emocionalni proces, v katerem vodja prepozna in vzbuja emocionalna stanja podrejenih ter posledično ta stanja tudi obvladuje  ). Pescosolido  , pravi, da vodje, s tem ko ustvarjajo skupne emocionalne izkušnje, povečujejo skupinsko solidarnost in moralo. Ta sposobnost vodij, da lahko vplivajo na emocionalno klimo, lahko v veliki meri pripomore k organizacijski učinkovitosti. Čustvena inteligentnost je prikazana kot osnova za učinkovito vodenje, saj čustveno inteligentni ljudje lahko ustvarijo organizacijo, učinkovito na vseh nivojih, saj razumejo dejanske občutke zaposlenih, socialne interakcije pa potekajo gladko brez večjih konfliktov. Lastnost čustveno inteligentnega vodje je tudi fleksibilnost, kar je nujna lastnost v svetu stalnih sprememb in zato hitreje ustvarja nova omrežja, v katerih se zaposleni počutijo varne. Uspešen vodja naj bi tudi pravočasno zaznal, kako se počuti posamezen član v delovni ekipi in dovolj hitro ukrepal, za kar pa potrebuje visoko stopnjo čustvene inteligentnosti.
Vsi rezultati raziskav niso bili »v prid« pozitivnega vpliva čustvene inteligentnosti. Weinbergerjeva raziskava o povezave med čustveno inteligentnostjo in transformacijskim vodenjem, pri kateri je uporabil MSCEIT (test čustvene inteligentnosti) in multifaktorski vprašalnik za vodje, ni pokazala nikakršne korelacije znotraj 138 vodij. So pa rezultati pokazali, da je posameznikova čustvena inteligentnost dejansko osrednjega pomena za učinkovito in uspešno vodenje. Dojemanje učinkovitosti nadrejenega s strani podrejenih je močno povezano s čustveno inteligentnostjo nadrejenega, iz česar lahko potegnemo sklep, da bi bilo pri rekrutiranju in selekcijskem procesu nujno upoštevati stopnjo čustvene inteligence posameznikov, ki se prijavljajo na mesto vodje. Rosete in Ciarrochi  sta v svojo raziskavo vključila 41 avstralskih menedžerjev v javnih službah in ugotavljala kakšen je odnos med čustveno inteligentnostjo, osebnostjo, kognitivno inteligenco in učinkovitim vodenjem. Ugotovila sta, je višja stopnja čustvene inteligentnosti povezana z večjo učinkovitostjo in uspešnostjo pri vodenju.
Pomembna je tudi čustvena inteligentnost oseb, ki zaposlujejo. Čustvena inteligentnost mentorja, šefa ali sodelavca bo vplivala na potencial odnosa z osebo, ki bo tako lahko razvila in uporabila svoj talent, ki je ključnega pomena za organizacijsko učinkovitost. O čustveni inteligentnosti pa se lahko razmišlja tudi o fenomenu na skupinski ravni.

## Čustvena inteligentnost skupine
Za skupinsko čustveno inteligenco so značilne enako sposobnosti, kot jih imajo čustveno inteligentni posamezniki, razlika pa je v tem, da se čustveno inteligenčne sposobnosti nanašajo  tako na posameznike kot na skupino v celoti.
Yost in Tucker   sta raziskovala čustveno inteligentnost timov in ugotovila, da je višina čustvene inteligentnosti napovedala kako uspešen bo tim pri opravljanju svojega dela, iz česar lahko sklepamo, da je v interesu vsake organizacije, da njeni zaposleni na vseh nivojih delujejo na visoki ravni čustvene inteligentnosti in s tem maksimizirajo produktivnost, kar posledično vodi k ohranjanju organizacijskega tržnega deleža.

## Učenje čustvene inteligentnosti
Mnogi raziskovalci so mnenja, da je čustvena inteligentnosti na delovnem mestu zelo pomembna, zato so se ukvarjali z vprašanjem, ali je mogoče izboljšati socialno in čustveno inteligentnost in kompetentnost odraslih zaposlenih. Raziskave so pokazale, da je možno, ampak je učenje teh dveh kompetentnosti pogosto inducirano na napačen način; učenje čustvene inteligentnosti poteka na drugačen način, kot kognitivno učenje, zato potrebuje drugačen pristop. Ko je leta 1995 izšla knjiga Emocionalna inteligentnost, se je veliko vodij podjetij strinjalo z bazičnim sporočilom, da je uspeh na delovnem mestu močno pod vplivom osebnostnih značilnosti kot so samokontrola in sposobnost dobre ter uspešne komunikacije in interakcije z drugimi. Za primer so bili zelo dobri in uspešni prodajalci, na mestu katerih so se znašli tisti, s sposobnostjo uvideti, kaj je pomembno za stranko in so uspeli razviti zaupni odnos na eni strani in na drugi vodje, ki so bili tehnično odlični, ampak se niso mogli soočati s stresom. Mnoge raziskave so torej pokazale, da čustvena inteligentnost vpliva na uspešnost na delovnem mestu. Veliko programov, ki so bili ustvarjeni v namen učenja,  pa ne učinkuje, saj ne razlikuje med dvema tipoma učenja in sicer: KOGNITIVNIM UČENJEM in EMOCIONALNIM UČENJEM